# NGC 4966
NGC 4966 é uma galáxia espiral barrada (SBab) localizada na direcção da constelação de Coma Berenices. Possui uma declinação de +29° 03' 46" e uma ascensão recta de 13 horas, 06 minutos e 17,3 segundos.
A galáxia NGC 4966 foi descoberta em 13 de Março de 1785 por William Herschel.